# カデレイタ (ケレタロ州)
カデレイタ・デ・モンテス（Cadereyta de Montes）
は、メキシコのケレタロ州にある自治体。単にカデレイタ（Cadereyta）と呼ばれることもある。
メキシコ政府観光局(SECTUR)（スペイン語: Secretaría de Turismo (México)）
によりプエブロ・マヒコとして選出された観光地。